# Saint-Michel-de-Bellechasse
Pour les articles homonymes, voir Saint-Michel et Bellechasse (homonymie).
Saint-Michel-de-Bellechasse est une municipalité du Québec située dans la municipalité régionale de comté de Bellechasse et la région administrative de la Chaudière-Appalaches.

## Histoire
Nommée initialement Saint-Michel-de-la-Durantaye en tant que  domaine seigneurial lors de sa fondation en 1678, le cœur ancien du village offre un ensemble superbe et homogène de maisons de bois peintes en blanc, aux toits colorés, aux galeries fleuries, aux lucarnes sagement alignées et comportant une belle variété d’éléments décoratifs, en particulier les porches d’entrée néo-classiques et les balustrades des galeries. Un ensemble institutionnel, dont le presbytère de 1739 (un des plus anciens d’Amérique), est au centre du village où se trouve la chapelle de procession, dont l'autel date du XVIIIe siècle, ainsi que le sanctuaire Notre-Dame-de-Lourdes (1879) sur un promontoire dans un parc en bordure du fleuve. Des rues adjacentes à la rue principale conduisent au port de plaisance.

## Géographie
La rivière Boyer traverse la municipalité du sud-ouest au nord-est où elle se jette dans l'estuaire fluvial du Saint-Laurent en face de l'île d'Orléans.
La rivière des Mères longe le sud-est de la municipalité en direction nord-est.

## Démographie
| 1996  | 2001  | 2006  | 2011  | 2016  | 2021  |
| ----- | ----- | ----- | ----- | ----- | ----- |
| 1 676 | 1 633 | 1 669 | 1 816 | 1 813 | 1 871 |

## Administration
Les élections municipales se font en bloc pour le maire et les six conseillers.
| Saint-Michel-de-Bellechasse Maires depuis 2001                                                                       |                  |                 |          |
| Élection | Maire            | Qualité         | Résultat |
| 2001 | Léonard Leclerc  |                 | Voir     |
| 2005 | Léonard Leclerc  | Voir            |          |
| 2009 | Suzanne Côté     |                 | Voir     |
| 2013 | Gilles Vézina    |                 | Voir     |
| 2017 | Éric Tessier     |                 | Voir     |
| 2021 | Stéphane Garneau |                 | Voir     |
| nov. 2023 | Benoit Mathieu   | Maire suppléant | Voir     |
| fév. 2024 | Pierre Fradette  |                 | Voir     |
| Élection partielle en italique Depuis 2005, les élections sont simultanées dans toutes les municipalités québécoises |                  |                 |          |

## Culture

### Personnalités
- Benoit Lacroix, prêtre dominicain, théologien, philosophe, médiéviste, professeur. Il a été aussi connu pour son analyse de l'œuvre du poète et écrivain Québécois Hector de Saint-Denys Garneau;
- Jean Garon, homme politique, économiste, avocat, professeur originaire de Saint-Michel-de-Bellechasse ayant été Député de la circonscription de Lévis (circonscription provinciale) de 1976 à 1998 et Maire de la ville de Lévis de 1998 à 2005;
- Mgr Marie-Antoine Roy (Saint-Michel-de-Bellechasse, 1893 - Edmundston, 1948), premier évêque d'Edmundston;
- Marc-Antoine Carrier joueur de hockey originaire de Saint-Michel ayant évolué avec les Remparts de Québec durant les saisons 2011-12 et 2012-13;
- Sieur Norbert Olivier Morin, co-écrivain des 92 résolutions.
- Raynald Leclerc (1961-), artiste et peintre, est né à Saint-Michel-de-Bellechasse.

## Galerie d'images

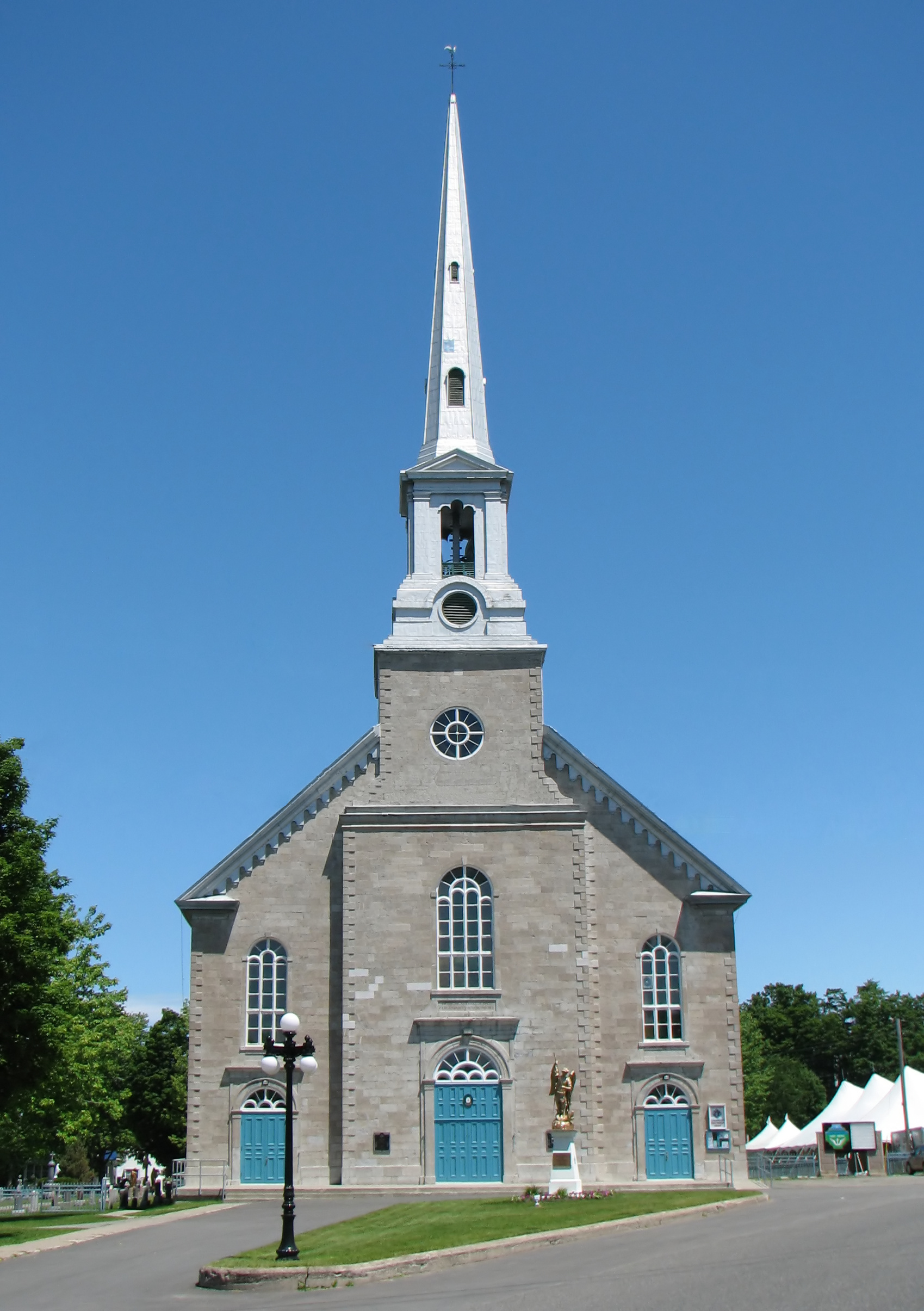
Église de Saint-Michel-de-Bellechasse
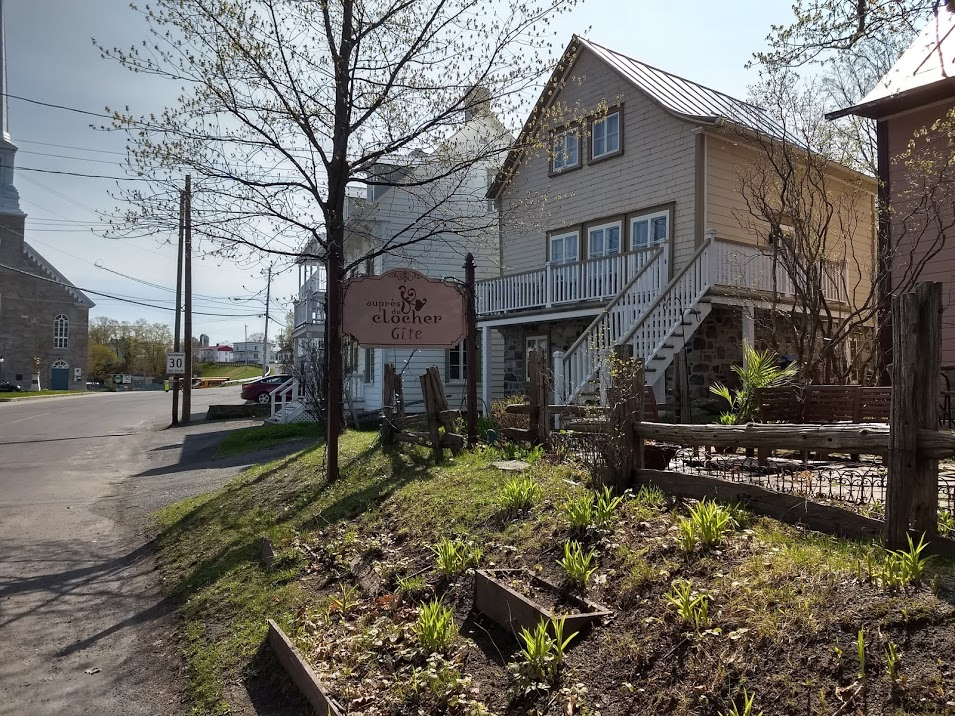
La route Principale, à proximité de l'église
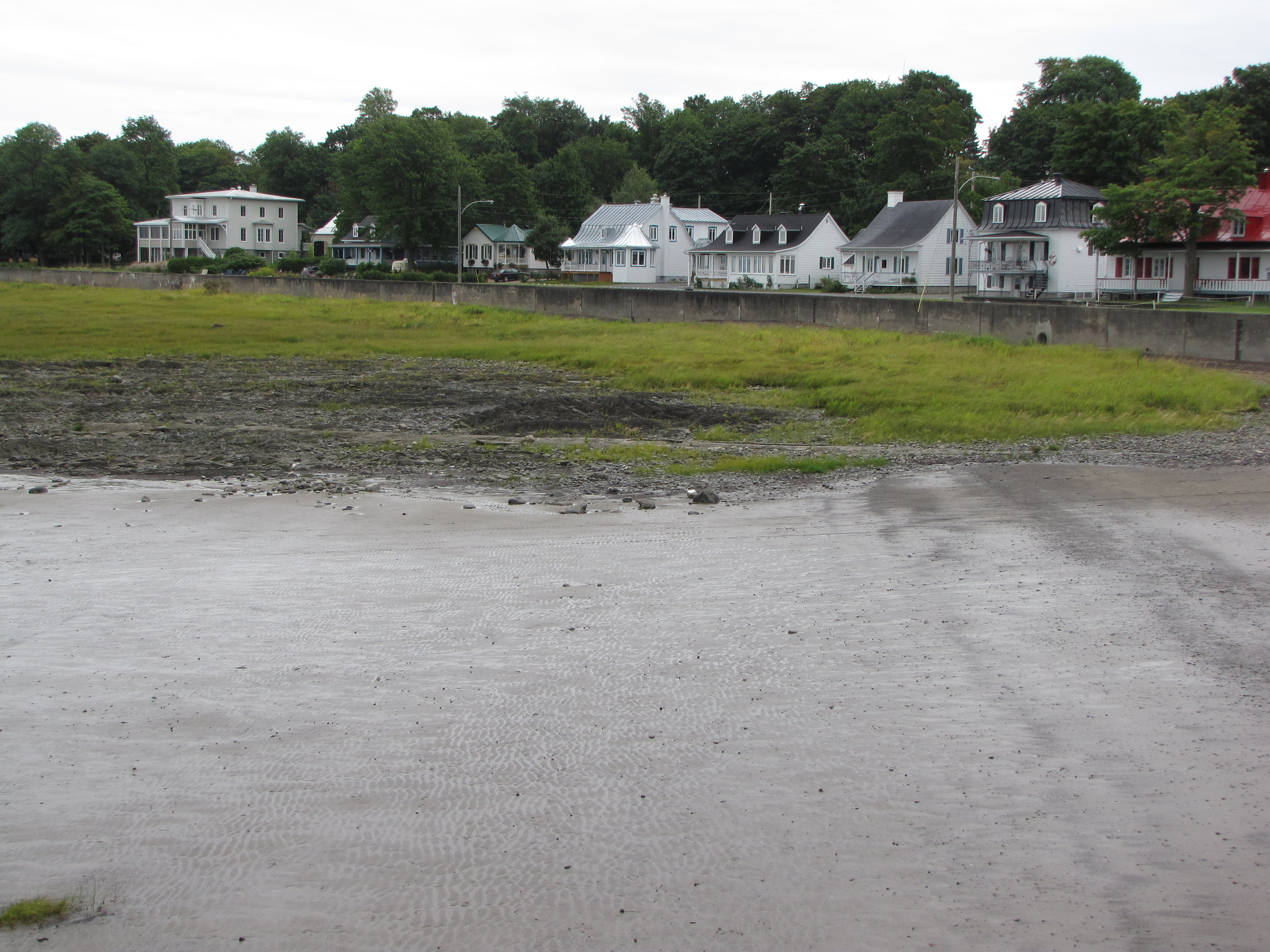
La rue des Remparts
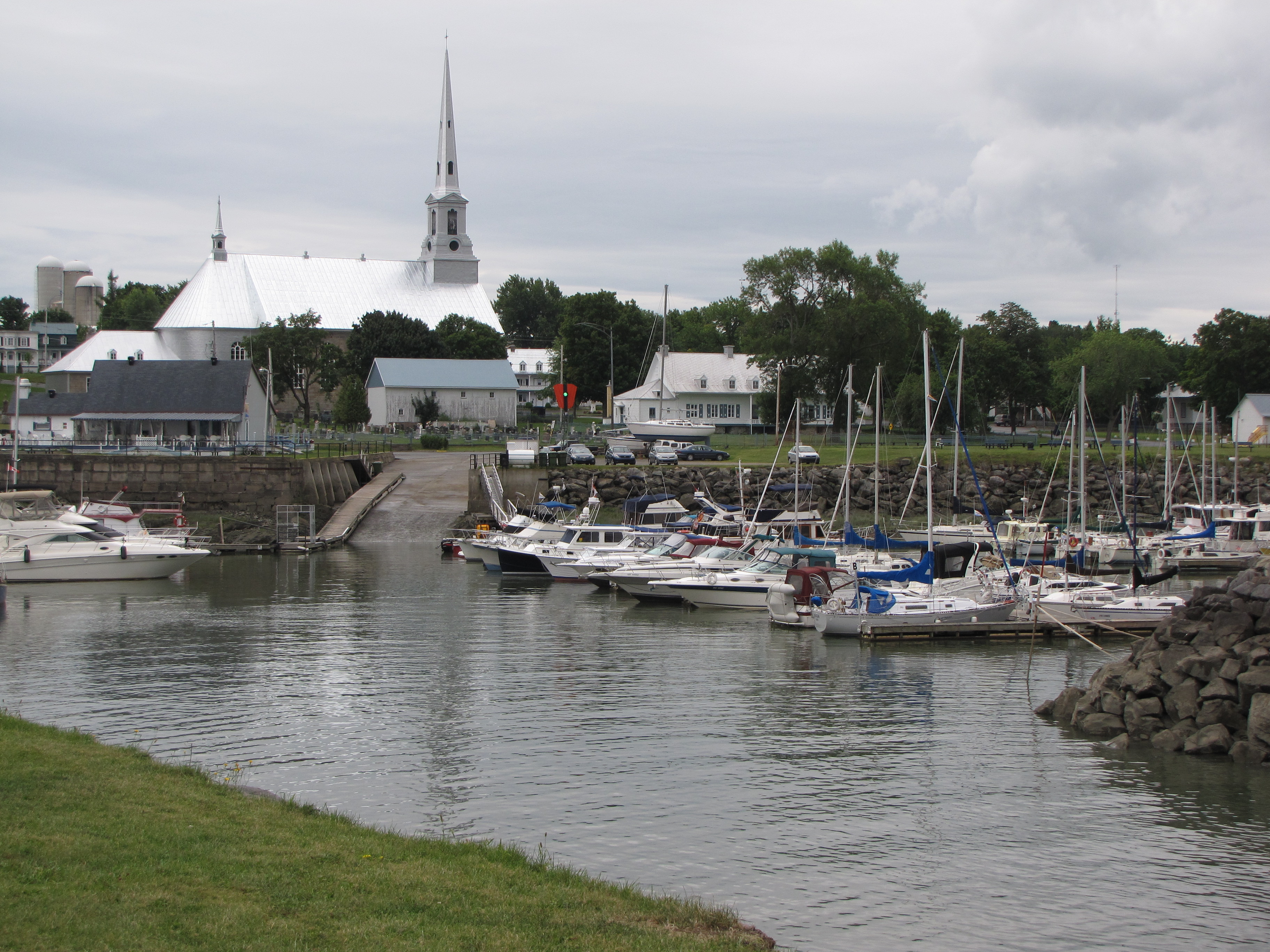
La marina
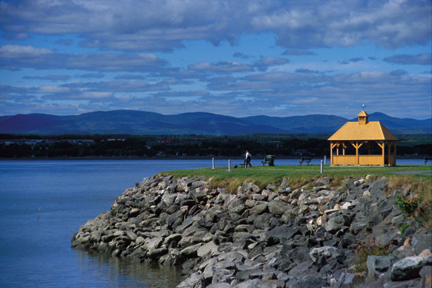
Parc sur la berge